# Портарино (Бриндизи)
Портарино (итал. Portarino) је насеље у Италији у округу Бриндизи, региону Апулија.
Према процени из 2011. у насељу је живело 52 становника. Насеље се налази на надморској висини од 341 м.